# Nuphar rubrodisca
Nuphar rubrodisca är en näckrosväxtart som beskrevs av Thomas Morong. Nuphar rubrodisca ingår i släktet gula näckrosor, och familjen näckrosväxter. Inga underarter finns listade i Catalogue of Life.